# Championnat d'Angleterre féminin de football 2023-2024
Navigation
FA WSL 2022-2023 FA WSL 2024-2025
Le Championnat d'Angleterre féminin de football 2023-2024, en anglais FA WSL 2023-2024 est la quatorzième saison du Championnat d'Angleterre féminin de football. Chelsea est le tenant du titre. Les trois premières équipes au classement sont qualifiées pour la Ligue des champions. La dernière est reléguée en deuxième division.
Après avoir remporté le championnat de deuxième division, le Bristol City Women's Football Club est promu.

## Participantes
| \| Arsenal Man. City Aston Villa Everton Chelsea Leicester Liverpool West Ham Brighton Man. Utd Tottenham Bristol City \| Localisation des clubs engagés dans le championnat. |
| Arsenal Man. City Aston Villa Everton Chelsea Leicester Liverpool West Ham Brighton Man. Utd Tottenham Bristol City                                                           |

| Club                                               | Localisation         | Stade                 | Capacité | Classement 2022-2023 |
| -------------------------------------------------- | -------------------- | --------------------- | -------- | -------------------- |
| Chelsea Football Club Women                        | Kingston upon Thames | Kingsmeadow           | 4 850    | 1re                  |
| Manchester United Women Football Club              | Manchester           | Leigh Sports Village  | 12 000   | 2e                   |
| Arsenal Women Football Club                        | Borehamwood          | Meadow Park           | 4 502    | 3e                   |
| Manchester City Women's Football Club              | Manchester           | Academy Stadium       | 7 000    | 4e                   |
| Aston Villa Women Football Club                    | Walsall              | Bescot Stadium        | 11 000   | 5e                   |
| Everton Ladies Football Club                       | Liverpool            | Walton Hall Park      | 2 200    | 6e                   |
| Liverpool Football Club Women                      | Birkenhead           | Prenton Park          | 16 547   | 7e                   |
| West Ham United Women Football Club                | Dagenham             | Victoria Road         | 6 078    | 8e                   |
| Tottenham Hotspur Ladies Football Club             | Leyton               | Brisbane Road         | 9 271    | 9e                   |
| Leicester City Women's Football Club               | Quorn                | Farley Way Stadium    | 1 400    | 10e                  |
| Brighton & Hove Albion Women & Girls Football Club | Crawley              | Broadfield Stadium    | 6 134    | 11e                  |
| Bristol City Women's Football Club                 | Bristol              | Stoke Gifford Stadium | 1500     | 1re D2               |

Légende des couleurs
- Qualifié pour la Ligue des champions 2023-2024
- Promu de Championship 2022-2023

## Compétition

### Déroulement de la saison
A l'occasion de la première journée, Arsenal reçoit à l'Emirates Stadium les reds de Liverpool. La rencontre se déroule devant 54 115 ce qui constitue le record de spectateurs pour une rencontre de championnat féminin en Angleterre.

### Classement
Le classement est calculé avec le barème de points suivant : une victoire vaut trois points, le match nul un et la défaite zéro.
| Rang | Équipe                 | Pts | J  | G  | N | P  | Bp | Bc | Diff |
| ---- | ---------------------- | --- | -- | -- | - | -- | -- | -- | ---- |
| 1    | Chelsea T              | 55  | 22 | 18 | 1 | 3  | 71 | 18 | +53  |
| 2    | Manchester City        | 55  | 22 | 18 | 1 | 3  | 61 | 15 | +46  |
| 3    | Arsenal                | 50  | 22 | 16 | 2 | 4  | 53 | 20 | +33  |
| 4    | Liverpool              | 41  | 22 | 12 | 5 | 5  | 36 | 28 | +8   |
| 5    | Manchester United      | 35  | 22 | 10 | 5 | 7  | 42 | 32 | +10  |
| 6    | Tottenham Hotspur      | 31  | 22 | 8  | 7 | 7  | 31 | 36 | -5   |
| 7    | Aston Villa            | 24  | 22 | 7  | 3 | 12 | 27 | 43 | -16  |
| 8    | Everton                | 23  | 22 | 5  | 4 | 11 | 18 | 35 | -17  |
| 9    | Brighton & Hove Albion | 19  | 22 | 5  | 4 | 13 | 26 | 48 | -22  |
| 10   | Leicester City         | 18  | 22 | 4  | 8 | 12 | 26 | 45 | -19  |
| 11   | West Ham United        | 15  | 22 | 3  | 6 | 13 | 20 | 45 | -25  |
| 12   | Bristol City P         | 6   | 22 | 1  | 3 | 18 | 20 | 70 | -50  |

| Légende : | Légende : |
| --------- | --- |
|           | Qualifié pour la phase de groupes de la Ligue des champions 2024-2025 |
|           | Qualifié pour le deuxième tour de qualification de la Ligue des champions 2024-2025 |
|           | Qualifié pour le premier tour de qualification de la Ligue des champions 2024-2025 |
|           | Relégué en Women Championship |
|           | T : Tenant du titre C : Vainqueur de la Coupe d'Angleterre L : Vainqueur de la Coupe de la Ligue Pts points ; G victoires ; N match nuls ; P défaites Bp buts marqués ; Bc buts encaissés ; Diff différence de buts |

## Bilan de la saison
| Championnat d'Angleterre féminin de football 2023-2024 |                                         |
| Champion                                               | Chelsea Ladies Football Club (7e titre) |
| Dauphin                                                | Manchester City Women's Football Club   |
| Coupes et trophées                                     |                                         |
| Vainqueur de la Coupe d'Angleterre 2023-2024           | Manchester United Women Football Club   |
| Vainqueur de la Coupe de la Ligue anglaise 2023-2024   | Arsenal Women Football Club             |
| Qualifications continentales                           |                                         |
| Ligue des champions féminine de l'UEFA 2024-2025       | Chelsea Ladies Football Club            |
| Ligue des champions féminine de l'UEFA 2024-2025       | Manchester City Women's Football Club   |
| Ligue des champions féminine de l'UEFA 2024-2025       | Arsenal Women Football Club             |
| Promotions et relégations                              |                                         |
| Promus en Women Super League                           | Crystal Palace Football Club Women      |
| Relégués en Women Championship                         | Bristol City Women's Football Club      |